# Muley Hamed Cherif
Muley Hamed Cherif (en árabe: مولاي أحمد الشريف‎, en francés: Moulay Ahmed Cherif) es un municipio marroquí en la región de Tánger-Tetuán-Alhucemas. Desde 1912 hasta 1956 perteneció a la zona norte del Protectorado español de Marruecos.